# Els Tarters (Guixers)
Els Tarters és un sector força accidentat del vessant meridional de la Serra de Querol situat al terme de Vilamantells, poble del municipi de Guixers, a la Vall de Lord (Solsonès). Forma part, per tant del massís del Port del Comte.